# آئیدا کوئه‌باس
آئیدا کوئه‌باس (اسپانیایی: Aida Cuevas‎؛ تلفظ اسپانیایی: [aˈiða ˈkweβas]؛ زادهٔ ۲۴ سپتامبر ۱۹۶۳) یک و هنرپیشه و خواننده مشهور اهل مکزیک است.
او ملقب به «ملکهٔ موسیقی رانچه‌را» است و تا کنون، ۳۷ آلبوم موسیقی منتشر کرده که بیش از ۷ میلیون نسخه، فروش داشته‌اند.
او برندهٔ جوایز گوناگونی از جمله جایزه گرمی لاتین شده است.